# Ryszard Marian Janka
Ryszard Marian Janka (ur. 15 września 1944 w Jędrzejowie) – polski nauczyciel akademicki, pracownik naukowy i autor wielu patentów. 
Specjalności: inżynieria urządzeń ochrony środowiska, ochrona powietrza atmosferycznego, wytrzymałość materiałów. 

## Życiorys
Absolwent dwóch uczelni: Politechniki Łódzkiej w Łodzi (Wydziału Mechanicznego) oraz Uniwersytetu Opolskiego (Wydziału Matematyczno- Fizyczno-Chemicznego).   
Syn Marii i Edmunda urodzony 15 września 1944 w Jędrzejowie. Ojciec był m.in. wizytatorem, a następnie naczelnikiem Wydziału Oświaty Rolniczej województwa opolskiego. Był także oficerem WP oraz Armii Krajowej. Działalność naukowo-badawczo-dydaktyczną rozpoczął w roku 1971 w Wyższej Szkole Inżynierskiej w Instytucie Budowy Maszyn (obecnie noszącej nazwę Politechniki Opolskiej). Zainteresowanie pracą badawczą datuje się już od początku studiów. W tym okresie sformułował ideę metody pomiaru twardości drewna opracowaną następnie przez dr inż. T. Lambera. Metoda ta została nazwana od nazwiska autora – metodą Janki.   
W roku 1980 przeniósł się do Instytutu Mineralnych Materiałów Budowlanych w Opolu. Tam zajmował się pracą naukowo-badawczo-wdrożeniową oraz organizacją i kierowaniem pracami zespołów badawczych w Zakładzie Ochrony Atmosfery a następnie Zakładu Konstrukcji Układów Mechanicznych i Elektronicznych. Początkowo działalność zawodowa skoncentrowana była na pracach naukowo-badawczo-wdrożeniowych dotyczących oceny i wyznaczania odporności metali na zniszczenie, zachodzące pod obciążeniem dynamicznym w funkcji temperatury i związanych z tym zagadnień optymalnego doboru materiałów i modelowania konstrukcyjnego budowy maszyn, urządzeń i ich wyposażenia pracujących ponadto w warunkach powodujących ich intensywne zużycie ścierne i korozję. Odzwierciedliło się to między innymi wykonaniem pracy doktorskiej z tej dziedziny. W roku 1985 na Wydziale Maszyn Górniczych i Hutniczych Akademii Górniczo-Hutniczej w Krakowie obronił pracę doktorską pt. „Kryteria oceny udarności żeliwa”. 
Efektem prac badawczo-naukowych było opracowanie i opatentowanie m.in. konstrukcji czujników do pomiaru odkształceń tworzyw konstrukcyjnych, urządzenia do badań udarowego rozciągania metali, zunifikowanego wyposażenia urządzeń mielących umożliwiającego jego stosowanie w młynach o dowolnej średnicy oraz zaprojektowanie już pod koniec lat osiemdziesiątych XX wieku sterowanego komputerem urządzenia dozująco-ważącego spełniających wymogi ochrony środowiska. Zmodernizował także konstrukcję młynów rurowo-kulowych. W wyniku modernizacji powstała samosortująca wykładzina pancerna. Zmniejszyła się ilość elementów wyposażenia w młynie oraz wzrosła kilkukrotnie odporność na zużycie oraz nastąpił wzrost ich wydajności. W 1984 r. zdobył pierwsze i drugie miejsce w konkursie na „Najlepszy projekt wynalazczy województwa opolskiego”.
Kierował procesem wdrożenia w Hucie „Małapanew” w Ozimku, opracowanego wspólnie z pracownikami AGH w Krakowie, staliwa o wysokich własnościach wytrzymałościowych oznaczonego symbolem L100H6M, przeznaczonego na elementy poddawane intensywnemu zużyciu ściernemu oraz obciążeniom dynamicznym.
W tym samym czasie zostało mu powierzone kierownictwo naukowo-organizacyjnego zespołów badawczych (Pracowni i Zakładu w Instytucie Mineralnych Materiałów Budowlanych w Opolu) zajmujących się m.in. zagadnieniami inżynierii środowiska. W czasie pracy w Instytucie był członkiem zespołu redakcyjnego Prac Naukowych IMMB (1985-1990). W 1988 r. został powołany na stanowisko docenta.
Kierując pracami wykonywanymi w tej pracowni, w tym zespołem pomiaru emisji zanieczyszczeń pyłowych, prowadził jednocześnie badania doświadczalne – modelowe i przemysłowe nad rozpływem gazu w odpylaczach elektrostatycznych i ich wpływem na wielkość emisji zanieczyszczeń pyłowych. Efektem tych prac było m.in. opracowanie metody diagnozowania przyczyn szybkiego niszczenia odpylaczy, ustalenie i dobór sygnałów diagnostycznych zawierających informacje mające istotne znaczenie przy opracowywaniu diagnozy stanu technicznego elektrofiltrów z punktu widzenia sozologicznego. 
Dalsze pogłębienie prac nad oceną działania odpylaczy elektrostatycznych zaowocowało następnie opracowaniem przemysłowej metody diagnozowania budowy ich układu aerodynamicznego – stopnia rozdziału strumienia gazu oraz metody diagnozowania przyczyn ich niskiej trwałości eksploatacyjnej. Efektem tych prac było także opatentowanie budowy układu konstrukcyjnego rozdziału gazu odpylaczy elektrostatycznych poziomych o skomplikowanym układzie dolotowym gazu. 
Opracował metodę i metodykę pomiaru – ciśnienia i prędkości – rozchodzenia impulsu sprężonego powietrza w impulsowo-rewersyjnej metodzie regeneracji worków odpylaczy tkaninowych. Metoda ta została następnie zastosowana w Instytucie Mineralnych Materiałów Budowlanych w Opolu przy realizacji pracy badawczej nad modelowaniem rozchodzenia się impulsu powietrza w wymienionych powyżej odpylaczach. Opatentował wynikającą z tej metody koncepcję budowy i wyposażenia stanowiska do pomiaru ciśnienia i prędkości rozchodzenia się impulsu powietrza w workach odpylaczy tkaninowych. 
Dalsze pogłębienie swoich zainteresowań zagadnieniami inżynierii środowiska zarówno od strony teoretycznej, jaki badawczej nastąpiło po przejściu do pracy na Uniwersytecie Opolskim. Uwzględniając sozologiczny, techniczny i diagnostyczny punkt widzenia opracował nowy dynamiczny, sozologiczny model systemu eksploatacji urządzeń oczyszczających gazy odlotowe spełniający wymogi wprowadzanego wówczas w UE oraz Polsce systemu zarządzania środowiskowego. W oparciu o ten model istnieje możliwość, co jest istotne sterowania systemem eksploatacji tych urządzeń, emisją zanieczyszczeń w planowanym przedziale czasu, jak i poziomem ochrony atmosfery. Opracował także sozologiczo-diagnostyczno-menedżerską miarę przeznaczoną do oceny efektywności eksploatacji urządzeń oczyszczających gazy odlotowe.
Prowadził prace naukowe skupione głównie na dwóch kierunkach: badaniach związanych z inżynierią ochrony środowiska oraz trwałością i niezawodnością oraz diagnostyką i budową urządzeń, ze szczególnym uwzględnieniem eksploatacji i systemów eksploatacji urządzeń oczyszczających gazy odlotowe. Zajmował się też badaniem oddziaływania wodoru na właściwości metali.
Przeprowadził analizę krytyczną ówcześnie obowiązującej teorii mechanizmu niszczenia mechaniczno-korozyjnego metali i ich stopów. Wykazał, iż nie obrazuje ona w sposób poprawny przebiegu procesów zachodzących w szczelinie, nie jest w pełni uzasadniona teoretycznie, uniemożliwia przeprowadzenie dokładnej oceny odporności mechaniczno-korozyjnej metali. Opracował wspólnie z L. Pietrowem nową koncepcję tego zagadnienia.
Opracował dwie metody: analityczną i wykreślną wyznaczania stanów eksploatacyjnych oraz doboru parametrów eksploatacyjnych odpylaczy, przy których spełnione są wymogi ochrony atmosfery w zakresie emisji zanieczyszczeń. Przedstawił koncepcję kontroli stanu tych urządzeń z uwzględnieniem wymogów systemu zarządzania środowiskiem. Pełne rozwinięcie tych zagadnień przedstawił w monografiach, podręcznikach akademickich, a także szeregu artykułach naukowych.
Zdefiniował i wprowadził do literatury naukowej kilkanaście nowych pojęć z tego zakresu, m.in. pojęcia sozologicznej i niesozologicznej efektywności eksploatacji, sozologicznych i niesozologicznych stanów eksploatacyjnych czy wymaganej efektywności eksploatacji. Podał ich postać matematyczną, jak i zakres stosowania.
Opracował także z punktu widzenia wymogów norm ochrony atmosfery kryteria klasyfikacji stanów eksploatacyjnych urządzeń oczyszczających gazy odlotowe. Zobrazował związki pomiędzy zdefiniowanymi stanami eksploatacji, a stanami technicznymi urządzenia oraz wymogami norm ochrony środowiska.
Uzupełnieniu badań z zakresu inżynierii środowiska prowadził także prace nad zagadnieniami emisji i imisji zanieczyszczeń gazowych na obszarach drogowych węzłów komunikacyjnych oraz obszarach zdegradowanych ekologicznie. Badania przeprowadzone pod jego kierownictwem wykazały, że występuje znaczny ubytek ilości tlenu w powietrzu atmosferycznym wraz ze wzrostem natężenia ruchu samochodowego na obszarach skrzyżowań drogowych oraz na pewnej długości stykającymi się z nimi ulic, a także określonych typach parkingów. Przeprowadzone analizy wykazały ponadto także występowanie istotnej korelacji poziomu zachorowań i wskaźnika umieralności na nowotwory płuc ludzi mieszkających na obszarach zagrożonych (zdegradowanych) ekologicznie z poziomem imisji wybranych zanieczyszczeń pyłowych i gazowych.
Opracował prototyp urządzenia dozująco-ważącego o wydajności 5 do 25 Mg/h do bardzo dokładnego dozowania materiałów sypkich w funkcji czasu, a jednocześnie spełniającego w czasie eksploatacji emisyjne wymogi ochrony powietrza atmosferycznego.
Uwzględniając jego zaangażowanie w pracę naukową i kierunek jego zainteresowań, na Uniwersytecie Opolskim powierzono mu funkcję kierownika Zakładu Sozotechniki i Sterowania Środowiskiem.
Zakres jego działalności zawodowej obejmuje prace naukowo-badawczo-projektowe, ekspertyzy, publikacje, książki, referaty, wynalazki, recenzje, pomoce naukowe dla studentów Wyższej Szkoły Inżynierskiej w Opolu oraz Uniwersytetu Opolskiego oraz wdrożenia. Całokształt swojego dorobku zawodowego w omawianej dziedzinie obejmuje autorstwo, bądź współautorstwo 398 prac. Podana wielkość dorobku naukowo-badawczego obejmuje m.in. wydanie 5 książek oraz udział w opracowaniu 2 monografii, opublikowanie 352 prac naukowych, z czego ok. 80% zostało wykonanych indywidualnie, wdrożenie 24 prac badawczo-projektowych oraz opatentowanie 29 wynalazków. Był ponadto rzeczoznawcą SITPMB w zakresie Ochrony środowiska oraz Eksploatacji maszyn i urządzeń. W 2001 został mianowany profesorem nadzwyczajnym Uniwersytetu Opolskiego.
Za swoją działalność naukową i dydaktyczną kilkanaście razy otrzymał nagrody dyrektora Instytutu Mineralnych Materiałów Budowlanych w Opolu oraz rektorów: Wyższej Szkoły Inżynierskiej (obecnie Politechniki Opolskiej) i Uniwersytetu Opolskiego. Ponadto został odznaczony przez Prezydenta RP Złotym Krzyżem Zasługi.

## Publikacje

### Prace zwarte
- Ryszard M. Janka, Kryterium stanu sozologicznego i technicznego jako podstawa eksploatacji urządzeń oczyszczających gazy odlotowe. Oficyna Wyd. Politechniki Wrocławskiej, Wrocław 1998, s. 178.[9][10][11][12]
- Ryszard M. Janka, Emisja zanieczyszczeń. Podstawy programowania wielkości emisji i opłat za wprowadzanie zanieczyszczeń do atmosfery”. Wyd. Kurier, Opole 2006, s. 154. ISBN 83-924265-0-9[13][14].
- Ryszard M. Janka, Podstawy inżynierii środowiska. Obliczania emisji zanieczyszczeń gazowych. Wydawnictwo Uniwersytetu Opolskiego, Opole 2007, s. 320.[15][16]
- Ryszard M. Janka, Podstawy mechaniki. Teoria i zagadnienia metodyczne statyki. Podręcznik akademicki. Wydawnictwo Uniwersytetu Opolskiego, Opole 2007, s. 180.[17][18][19]
- Ryszard M. Janka, Zanieczyszczenia pyłowe i gazowe. Podstawy obliczania i prognozowanie emisji zanieczyszczeń. Wydawnictwo naukowe PWN, Warszawa 2014, s.400.[20][21][22]
- Ryszard M. Janka, Modelowanie efektywności eksploatacji urządzeń oczyszczających gazy odlotowe. Autorstwo rozdziału XIX w pracy monograficznej pod red. Powierży Leszka, Zarys inżynierii systemów bioagrotechnicznych. Cz. 3b. Modelowanie wybranych procesów. Politechnika Warszawska, Zakład Inżynierii Systemów, Płock-Warszawa 2007.
- Pietkun-Greber i Ryszard M. Janka, Wpływ środowiska na niszczenie wodorowe stali ( w:)  Praca zbiorowa pod red. A. Gawdzika,  pt. Wybrane zagadnienia szeroko pojętej inżynierii procesowej. Wyd. UO, Opole 2014.
- Kryteria oceny udarności żeliwa. Akademia Górniczo-Hutnicza, Instytut Podstaw Budowy Maszyn, Kraków 1985.[23] (rozprawa doktorska)
- Kryterium stanu sozologicznego i technicznego jako podstawa eksploatacji urządzeń oczyszczających gazy odlotowe. Oficyna Wyd. Politechniki Wrocławskiej, Wrocław 1998. s.178.(rozprawa habilitacyjna)[24][25][26]

### Wybrane artykuły
- Analiza metod oznaczania rzeczywistej energii zużytej na odkształcenie i złamanie próbki przy zginaniu udarowym. Zeszyty Naukowe Wyższej Szkoły Inżynierskiej w Opolu, Mechanika, 1977, z.7, s. 89-102.
- Zunifikowane płyty pancerne do młynów rurowych. Cement-Wapno-Gips, 1982, z.4-5-6, s. 53-56.
- Zunifikowane pokrywy i kołnierze włazów do młynów rurowych. Cement-Wapno-Gips, 1984, z. 4, s. 121-124.
- Możliwości zastąpienia stali 11G12 oraz staliwa L120G13 innymi  gatunkami metali do produkcji podstawowego wyposażenia młynów rurowo-kulowych. Prace Inst. Min. Mat. Bud., Opole, 1986, z.1, s.60 -72.
- Kryteria doboru metali na elementy młynów rurowo-kulowych ulegające szybkiemu zużyciu ściernemu. Prace Inst. Min. Mat. Bud., Opole, 1987, z.4.
- Ocena odporności metali na zniszczenie na podstawie próby udarowanego zginania. Wiadomości Hutnicze, 1987, Nr 7-8, s. 183-186.
- Diagnozowanie budowy układu aerodynamicznego odpylacza elektrostatycznego. Ochrona Powietrza, 1987, Nr 3, s. 70-72.
- Weryfikacja doświadczalna  czterowskaźnikowej metody diagnozowania budowy układu aerodynamicznego odpylacza elektrostatycznego. Ochrona Powietrza, 1990, nr 4, s. 77-83.
- Wpływ wybranych i stosowanych zaleceń konstrukcyjnych na stopień rozpływu i skuteczność odpylania odpylaczy elektrostatycznych. Ochrona Powietrza i Problemy Odpadów, 1994, Nr 2, s. 34-38.
- Korelacja stopnia efektywności eksploatacji urządzeń odpylających z wielkością emisji pyłu do atmosfery. Zagadnienia Eksploatacji Maszyn, PAN. Wydawnictwo Naukowe PWN, Warszawa, 1996, z.1 (vol.105), s. 67-83.[27]
- Zależność poziomu emisji zanieczyszczeń od stanu technicznego urządzeń oczyszczających gazy odlotowe. Zagadnienia Eksploatacji Maszyn, PAN. Wydawnictwo Naukowe PWN, Warszawa, 1996, z. 4 (vol. 108), s. 595-607.[28]
- Sozologiczna efektywność eksploatacji urządzeń oczyszczających gazy odlotowe. Ochrona Powietrza i Problemy Odpadów, 1997, nr 1, s. 3-7.
- Ocena efektywności eksploatacji instalacji oczyszczających gazy odlotowe z punktu widzenia diagnostyki. Przegląd Mechaniczny, 1997, nr 14, s. 18-23.
- Stany eksploatacyjne urządzeń oczyszczających gazy odlotowe jako wskaźniki spełniania wymogów norm emisji zanieczyszczeń. Zagadnienia Eksploatacji Maszyn, PAN. Wydawnictwo Naukowe PWN, Warszawa, 1998, z. 3, s. 450-460.[29]
- Odwet ekologiczny jako następstwo antropopresji. Problemy Ekologii, nr 2, 2002, s. 115-123. Współautor: Grażyna Janka-Składzień[30][31].
- Czynniki wpływające na skuteczność działania odpylania gazów oraz tendencje występujące w budowie elektrofiltrów. Ochrona Powietrza i Problemy Odpadów. Nr 1-2, 2003.[32]
- Wpływ stanu zanieczyszczenia atmosfery na zachorowalność i umieralność na choroby nowotworowe.(w:) Praca zbiorowa pod red. J. Konieczyńskiego i R. Zarzyckiego, Problemy ochrony powietrza w aglomeracjach miejsko-przemysłowych. Wyd. PAN Oddz. w Łodzi, Komisja Ochrony Środowiska i Gospodarki Komunalnej. Łódź, Gliwice 2003, s. 87-96. Współautor: W. Rożałowski. ISBN 83-86492-16-3.
- Mechanizm rozwoju szczelin w stalach i stopach w warunkach występowania korozji naprężeniowej. Zagadnienia Eksploatacji Maszyn, PAN, Komitet Budowy Maszyn, Wyd. Naukowe PWN, Warszawa 2004. Współautor: Pietrov L.
- Analiza podstaw koncepcji mechaniczno-korozyjnego niszczenia metali i stopów. Zagadnienia Eksploatacji Maszyn, PAN Komitet Budowy Maszyn, Wyd. Naukowe PWN, nr 4 (44), s. 19-34. Warszawa 2005. Współautor: Pietrov L.[33]
- Zanikanie ogniwa galwanicznego przy obniżeniu pH roztworu. Zeszyty Naukowe Katedry Inżynierii Procesowej Uniwersytetu Opolskiego, Nauki Techniczne 21, Seria –Inżynieria procesowa w ochronie środowiska, Opole 2005, s. 69–73. ISSN 1427-6623. ISBN 83-87948-96-9. Współautorzy: Pietrov L., Pietkun I.[34][35]
- Wpływ elektrolitycznego wodorowania na korozyjne właściwości stali. Zeszyty Naukowe Uniwersytetu Opolskiego, Nauki Techniczne 23, Seria: Inżynieria procesowa w ochronie środowiska. Opole 2006, s. 95-101, ISSN 1427-6623. Współautorzy: Pietkun–Gruber I., Pietrov L., Pietrzak R.[36]
- Koncepcja mechaniczno-korozyjnego niszczenia metali i stopów. Zagadnienia Zagadnienia Eksploatacji Maszyn, PAN, Komitet Budowy Maszyn, Wyd. Naukowe PWN, Warszawa 2006. Współautor: Pietrov L.
- Koncepcja mechaniczno-chemicznego rozwoju szczelin w metalach i stopach. Inżynieria Materiałowa Nr 4, 2009, s. 249-255. Współautor: Pietrov L.
- Wieloaspektowa ocena jakości powietrza na obszarach parkingów dużych sieci handlowych. Problemy Ekologii, nr 1, 2009. Współautor: Faron K.[37]
- Poziom stężenia tlenu oraz NOx w powietrzu na obszarach drogowych szlaków komunikacyjnych. Problemy Ekologii, nr 2, 2009. Współautor: Bambynek-Dziuk P.[38]
- Wpływ natężenia ruchu pojazdów na poziom stężenia tlenu w powietrzu na obszarach skrzyżowań i traktów drogowych. Ochrona Powietrza i Problemy Odpadów, nr 1, 2009.[39]
- Zmiany i tendencje zachodzące w uzyskiwaniu uprawnień zawodowych na poziomie wyższym (w:) Rocznik naukowy nr 1, 2010, cz.1. Edukacja-Technika – Informatyka. Wybrane problemy edukacji technicznej i zawodowej. Wyd. Oświatowe FOSZE, Rzeszów 2010, ISBN 978-83-7586-042-9[40][41].
- Oddziaływanie wodoru na metale i stopy. Proceedings  of ECOpole Vol. 4, No. 2. Society of ecological chemistry and engineering. Opole 2010, s.471-476, ISSN 1898-617X. Współautor: Pietkun-Greber I.[42][43][44][45][46]
- Ocena oddziaływania wodoru na własności mechaniczno-chemiczne stali węglowych. Ochrona przed korozją, 2012, nr 5, s. 2008 – 2011. Współautor: Pietkun-Greber I.[47][48]
- Wpływ wodoru na własności elektrochemiczne wybranych gatunków stali. Proceedings of ECOpole. Society of ecological chemistry and engineering. Opole, 2012. Współautor: Pietkun-Greber I.[49][50][51]
- Ocena ekologiczno-energetyczna wybranych technologii spalania słomy. Proceedings of ECOpole. Society of ecological chemistry and engineering. Opole, 2012, vol. 6, nr 1, s.325-330.[52][53]
- The influence of hydrogen on the electrochemical properties of selected types of stainless steel. Chemistry-Didactics Ecology-Metrology, Society of Ecological Chemistry and Engineering, 2013, Vol. 18, No. 1-2, p. 121-128. Współautor: Pietkun-Greber I.[54][55][56]
- Zmiana właściwości elektrochemicznych stali niskowęglowych pod wpływem zaabsorbowanego wodoru. Proceedings of ECOpole, Society of ecological chemistry and engineering, Vol.7, No.2, 2013, p. 679-684. Współautor: Pietkun-Greber I., Liśkiewicz Joanna i Ulańczyk Mateusz[57][58][59].
- Wpływ składu chemicznego i mikrostruktury na odporność stali na niszczenie wodorowe. Proceedings of ECOpole. Society of ecological chemistry and engineering. Opole, 2014.,  Vol. 8, No 2, p. 555-561. Współautorzy: Pietkun-Greber I,  Myczewska Małgorzata[60][61].
- Wpływ gęstości prądu elektrolitycznego wodorowania na zmianę właściwości stali, Proceedings of ECOpole, Society of ecological chemistry and engineering, 2014, Vol. 8, No.1, ,s. Współautor: Pietkun-Greber I.[62]
- Wpływ składu chemicznego i mikrostruktury na odporność stali na niszczenie wodorowe. Proceedings of ECOpole. Society of Ecological Chemistry and Engineering. Opole, 2014 , Vol. 8 ,s. 555-561. Współautor : Pietkun-Greber[63].
- Wpływ błędów termomodernizacyjnych budynków użyteczności publicznej na jakość powietrza wewnętrznego. Budownictwo i Inżynieria Środowiska, 2016, vol.7, nr 4, s.217-227.[64]

## Patenty i wzory użytkowe
- Janka R. M.; Przyrząd do pomiaru odkształceń. Patent nr P 113441, Wyższa Szkoła Inżynierska, Opole 1978.
- Janka R. M.; Przyrząd do kształtowania powierzchni zewnętrznych elementów z materiałów odkształcalnych. Patent nr 119546, UP RP, 1979.
- Janka R. M.; Urządzenie do przeprowadzania próby udarowego rozciągania. Patent  nr P 104083, Wyższa Szkoła Inżynierska, Opole 1980.
- Janka R. M.; Czujnik do pomiaru odkształceń. Prawo ochronne – wzór użytkowy nr 32494,UP RP, Wyższa Szkoła Inżynierska, Opole 1980.
- Janka R.; Obwodowa płyta staliwna. Prawo ochronne – wzór użytkowy nr 36150, UP RP, 1980. Współautorzy: Rosiak K., Bednorz M, Okos J.
- Janka R. M.; Sposób układania stalowych wykładzin w walczaku młyna zwłaszcza w młynach jedno i wielokomorowych. Patent nr P 235995, IPWMB, Opole 1981.
- Janka R. M., Rosiak K.; Płyty pancerne zwłaszcza do młynów rurowo-kulowych. Patent nr P 243191, IPWMB, Opole 1983.
- Janka R. M.; Urządzenie do badań trybologicznych. Patent nr P 241190, IPWMB, Opole 1981.
- Janka R. M.; Zabezpieczenie antykorozyjne korpusu oraz niektórych elementów wyposażenia elektrofiltrów. Zgłoszenie patentowe  P243192, IPWMB, Opole 1983.
- Janka R. M.; Płyty pancerne zwłaszcza obwodowe, dennicowe, przegrody międzykomorowe i sita. Patent P 248776, UP RP, 1982 oraz wzór użytkowy W 82369, IPWMB, Opole 1984.
- Janka R. M.; Stanowisko do pomiaru odkształceń, ciśnień, czasu i prędkości rozprzestrzeniania się gazu w elemencie filtracyjnym. Zgłoszenie patentowe nr 73347, Prawo ochronne nr 43877, UP RP, 1984.
- Janka R. M.; Układ rozdziału gazu w komorze wstępnej odpylacza elektrostatycznego poziomego. Patent nr 254191, UP RP, 1985.
- Janka R. M.; Samosortująca wykładzina pancerna w młynach rurowo-kulowych. Patent nr P 254711. UP RP 1985.
- Janka R. M.; Wykładzina pancerna młyna rurowo-kulowego. Patent nr P 264935, UP RP, 1986.
- Janka R. M.; Uniwersalna przegroda międzykomorowa dla młynów rurowo-kulowych. Patent nr P 152886 ,1987 oraz P 264512, 1990 IPWMB Opole.
- Janka R. M.; Sposób zabezpieczenie antykorozyjnego odpylacza elektrostatycznego. Patent nr P 260655, IPWMB Opole 1986.
- Janka R. M.; Zabierak zwłaszcza mielników. Wzór użytkowy nr 49023, UP RP, 1986.
- Janka R. M.; Złącze śrubowe do mocowania płyt pancernych w młynie rurowo-kulowym. Prawo ochronne nr 47214, UP RP, 1988. Współautor :. Kisiel St.

## Prace badawcze, projektowe oraz ważniejsze ekspertyzy
- Opracowanie metody pomiaru twardości drewna noszącej nazwę metodą Janki zamieszczonej (w:) Praca zbiorowa pod red. T. Lambera, pt. Ćwiczenia laboratoryjne z wytrzymałości materiałów. Skrypt Pol. Śl., nr 579, Gliwice,1975. (Udział: sformułowanie idei i metody pomiaru twardości drewna opisanej przez T. Lambera)[65].
- Janka R. M.; Wyznaczenie krzywej esowej udarności żeliwa o ustabilizowanych własnościach w przedziale temperatur od -75 do +400 °C .Praca wykonana na zlecenie Instytutu Odlewnictwa w Krakowie. Wyższa Szkoła Inżynierska, Opole 1975.
- Janka R. M.; Oznaczenie przedziału kruchości żeliwa w zakresie temperatur -60 do +300 °C na znormalizowanych próbkach udarnościowych. Sprawozdanie z badań,Cz II. Praca wykonana na zlecenie Instytutu Odlewnictwa w Krakowie. Wyższa Szkoła Inżynierska, Opole 1975.
- Janka R. M.; Unifikacja obwodowych płyt pancernych młynów kulowych. Sprawozdanie z pracy studyjno-koncepcyjnej nr PW 801, IPWMB, Opole 1980.
- Janka R. M.; Opracowanie metody i metodyki pomiaru ciśnień, czasu i prędkości impulsu pneumatycznego wewnątrz elementu filtracyjnego. Metoda opisana i zastosowana w pracy: Szablewicz M.,Kościanowska L., Kościanowski J., pt. "Efektywność regeneracji i kształtowania impulsu sprężonego powietrza " nr W 10.1/02, IPWMB, Opole 1983.
- Janka R. M.; Zunifikowane obwodowe płyty pancerne dla młynów rurowo-kulowych o podziałce otworowej walczaka większej niż 250 mm. Sprawozdanie z pracy studyjno-koncepcyjnej nr PW 455, IPWMB, Opole 1984.

## Prace wdrożeniowe oraz efekty działalności badawczo-projektowo-konstrukcyjnej
- Opracowanie koncepcji i zaprojektowanie tzw. samosortującej wykładziny w młynie kulowo-rurowym rozdzielającej stosowane w nich mielniki pod względem średnicy na długości jednostki przemielającej. Pierwszy taki projekt w Polsce w 1984 -1986.
- Janka R.M.; Unowocześnienie konstrukcji i przedłużenie trwałości eksploatacyjnej wewnętrznej zabudowy młynów rurowo-kulowyh  o 2,3 x 6,5 m stosowanych do przemiału węgla w Kombinacie Cementowo-Wapienniczym „Warta” w Działoszynie. Wdrożenie opracowania PW 458, 1986.
- Modernizacja wewnętrznej zabudowy młynów rurowo-kulowych  o 2,6 x13 m stosowanych do przemiału cementu i surowca w Kombinacie Cementowo-Wapienniczym „Warta” w Działoszynie. Wdrożenie opracowania PW 455, PW 459oraz TK-196/84. , 1986. Efekt: przedłużenie 5-6 krotne trwałości pracy wykładziny pancernej młyna oraz podwyższenie ich wydajności o ok. 30-40%.
- Uruchomienie produkcji staliwa L100H6M w Hucie Małapanew o 6 krotnie większej  odporności na zużycie ścierne aniżeli dotychczas powszechnie produkowanego i stosowanego w Polsce staliwa Hadfielda.
- Zaprojektowanie i wykonanie prototypu urządzenia dozująco ważącego (tzw. dozatora zbiornikowego) o wydajności 5 Mg/h do bardzo dokładnego dozowania materiałów sypkich w funkcji czasu, a jednocześnie spełniającego w czasie eksploatacji emisyjne wymogi ochrony powietrza atmosferycznego.
- Zmodernizowanie układu rozdziału gazu odpylacza elektrostatycznego poziomego nr 4 w Cementowni „Pokój” w Rejowcu Fabrycznym. Wdrożenie pracy nr 11/88, nr 3/92 oraz patentu P 254191. Zakończenie wdrożenia 1992. Efekt: przedłużenie 3-4 krotne trwałości eksploatacyjnej odpylacza.
- Zmodernizowanie układu rozdziału gazu odpylacza elektrostatycznego poziomego nr 4 w Cementowni „Odra” w Opolu. Wdrożenie pracy nr PW4588, PW 408/1 i PW431 oraz patentu P 254191. Praca wdrożeniowa Nr PW 4588. Zakończenie wdrożenia 1986.
- Opracowanie projektu i wykonanie modernizacji laboratoryjnego młota wahadłowego typu Charp‘ego umożliwiającego wykonywanie badań udarowego rozciągania metali. Urządzenie znajdujące się w Laboratorium wytrzymałości materiałów Politechniki Opolskiej[66].
- Zmodernizowanie w oparciu o opracowane projekty młynów rurowo-kulowych stosowanych do przemiału węgla, kamienia wapiennego i klinkieru w stosowanych w Cementowni „Warta”. Efekt modernizacji: poprawa ich wydajności o ok. 30-40%, podwyższenie stopnia przemiału mielonego materiału oraz podwyższenie ich trwałości eksploatacyjnej.

## Odznaczenia
- Złoty Krzyż Zasługi (2002)[67]